# Alma russa
Alma russa (em russo: Русская душа) é um termo cunhado na literatura russa para descrever a espiritualidade do povo russo, popularmente utilizado para se referir a uma personalidade profunda e forte, sempre ligada ao sofrimento, à tragédia e à resignação. A origem do termo é literária, comum a autores como Nikolai Gogol, Leo Tolstoi e Fiodor Dostoiévski.
Embora não tenha uma tradução específica, a palavra russa душа (dushá) é comumente traduzida como alma, a parte excêntrica à carne, a essência natural do ser humano. A alma russa é descrita como uma tendência dos russos em perceber a vida de maneira filosoficamente simbólica e religiosa. A frequência do uso do termo e sua flexibilidade de significados mostram como a alma russa se manifesta na cultura popular. Na Rússia, a "alma" de uma pessoa é a chave para a sua identidade e comportamento, e o balanço entre os fatores humanos nos quais a pessoa é inserida e a sua alma é o que consolida a chamada alma russa. A agudeza, força e compaixão são características fortemente aludidas à alma russa.
De acordo com Dostoiévski, a "mais básica e rudimentar necessidade espiritual do povo russo é o sofrimento, onipresente e insaciável, em todo lugar e em tudo." As ideias do autor são fortemente vinculadas à ideia de Cristo, de seu sofrimento pelos outros, de seu desejo de morrer em nome da humanidade e a sua humildade. Já Gogol, em sua obra Taras Bulba, caracteriza a alma russa por meio das palavras do protagonista Taras, que estimulando seus companheiros cossacos, diz: "Vários de vocês estiveram em terras estrangeiras, e perceberam, há pessoas lá também, criaturas de Deus, e com eles vocês falam como falam com compatriotas seus. (...) Não, irmãos, amar como a alma russa ama, é amar não com a mente ou coração, mas com tudo o que Deus lhes outorgara, com tudo aquilo que lhes é interior." Ivan Turgueniev, consagrado escritor russo, foi descrito por Melchior de Vogue como dono das "qualidades dominantes de todo verdadeiro russo: natural bondade no coração, simplicidade e resignação. Com um cérebro valiosamente poderoso, ele tinha o coração de uma criança".
Esse conceito de alma russa se fortificou com os vários eventos históricos, como a Campanha da Rússia, na qual o país se uniu para frustrar os planos de Napoleão de dominar a Europa, a Revolução Russa, que pregava a igualdade entre os povos de todo o mundo, e a Segunda Guerra Mundial, na qual milhões de russos perderam a vida para "proteger o mundo". A bipolaridade da Guerra Fria, que punha a União Soviética no ideário ocidental como um contrapeso ao domínio dos Estados Unidos e a sua trágica ruína colaboraram ainda mais para o desenvolvimento do conceito de uma alma russa, que se sacrifica pelos demais.